# Hahncappsia suarezalis
Hahncappsia suarezalis is een vlinder uit de familie van de grasmotten (Crambidae), uit de onderfamilie van de Pyraustinae. De wetenschappelijke naam van deze soort is voor het eerst voorgesteld door Eugene Gordon Munroe in een publicatie uit 1978.
De soort komt voor in Bolivia.